# Katastrofa w Aberfan
Katastrofa w Aberfan – katastrofa, do której doszło w 1966 w walijskiej wiosce Aberfan. W wyniku bardzo ulewnych deszczów osunęła się część hałdy węglowej. Lawina szlamu, która uderzyła w szkołę oraz sąsiednie domy pozbawiła życia ponad 140 osób (w większości dzieci).
Aberfan to niewielka wioska w południowej Walii. W latach 60. większość jej mieszkańców pracowała w kopalni, która powstała na zasobnych złożach wysokogatunkowego węgla. Przez około 50 lat, do 1966, miliony metrów sześciennych odpadów górniczych, pochodzących z pobliskich kopalń węgla było składowane na hałdach Merthyr Tydfil. Składowiska te znajdowały się bezpośrednio nad miasteczkiem Aberfan.
Odpady składowane na stromych zboczach wzgórz zostały podmyte przez silne ulewy przetaczające się nad Aberfan w 1966. Mimo że władze lokalne już w 1963 wyrażały zaniepokojenie z powodu obecności składowisk nad szkołą podstawową, to kierownictwo NCB (państwowa spółka węglowa) w tym regionie ignorowało ten temat. W piątek, 21 października 1966 około godziny 9:15 rano ponad 150 000 metrów sześciennych skał nasyconych wodą osunęło się i zaczęło płynąć w dół z dużą prędkością. W górach świeciło słońce, jednak w samej miejscowości było mgliście z widocznością do około 50 metrów. Brygada pracująca na górze zauważyła osuwisko, ale nie była w stanie podnieść alarmu, ponieważ kabel telefoniczny został skradziony. Po późniejszym dochodzeniu stwierdzono jednak, że masa skał poruszała się zbyt szybko, aby kogokolwiek uratować.
120 000 metrów sześciennych skał przemieściło się na zbocza góry, lecz ponad 40 000 metrów sześciennych rozbiło się o zabudowania miasteczka. Lawina odpadów górniczych zniszczyła gospodarstwo oraz dwadzieścia domów szeregowych wzdłuż Moy Road oraz uderzyła w północną część szkoły podstawowej Pantglas. Spowodowała duże zniszczenia i zasypała budynek szkoły warstwą o wysokości ok. 10 metrów. Masa skał i wody zalała wiele innych domów i zmusiła ich mieszkańców do ewakuacji.
Był to ostatni dzień szkoły przed wakacjami, a uczniowie przybyli zaledwie kilkanaście minut wcześniej i znajdowali się w salach lekcyjnych, w północnej części szkoły, kiedy lawina uderzyła.
Akcja ratunkowa trwała do 29 października. Ostateczny bilans ofiar wyniósł 144 osoby: 28 dorosłych oraz 116 dzieci w wieku od 7 do 10 lat. Zginęła niemal połowa wszystkich uczniów szkoły Pantglas.
Katastrofa była głównym wątkiem trzeciego odcinka trzeciego sezonu serialu The Crown z 2019.